# Elezioni nei soggetti federali della Russia del 2020
Le elezioni nei soggetti federali della Russia del 2020 si sono tenute il 13 settembre.

## Risultati

### Elezioni dell'organo esecutivo

#### Elezioni a suffragio popolare diretto
| Entità                   | Eletto  | Eletto                       | Partito      |
| Oblast'                  | Oblast' | Oblast'                      | Oblast'      |
| ------------------------ | ------- | ---------------------------- | ------------ |
| Arcangelo                |         |                              | Russia Unita |
| Brjansk                  |         |                              | Russia Unita |
| Kaluga                   |         |                              | Russia Unita |
| Kostroma                 |         |                              | Russia Unita |
| Irkutsk                  |         |                              | Russia Unita |
| Leningrado (risultati)   |         | Aleksandr Jup'evič Drozdenko | Russia Unita |
| Penza                    |         |                              | Russia Unita |
| Rostov (risultati)       |         | Vasilij Jur'evič Golubev     | Russia Unita |
| Smolensk                 |         |                              | Russia Unita |
| Tambov                   |         |                              | Russia Unita |
| Oblast' autonoma ebraica |         |                              | Russia Unita |
| Repubbliche              |         |                              |              |
| Tatarstan                |         |                              | Russia Unita |
| Ciuvascia                |         |                              | Russia Unita |
| Komi                     |         |                              | Indipendente |
| Territori                |         |                              |              |
| Kamčatka                 |         |                              | Russia Unita |
| Krasnodar                |         |                              | Russia Unita |
| Perm'                    |         |                              | Russia Unita |
| Città federali           |         |                              |              |
| Sebastopoli              |         |                              | Russia Unita |

#### Elezioni a suffragio popolare indiretto
| Circondari autonomi | Eletto | Eletto | Partito      |
| ------------------- | ------ | ------ | ------------ |
| Nenec               |        |        | Russia Unita |
| Chanty-Mansi-Jugra  |        |        | Russia Unita |

### Elezioni dell'organo legislativo
| Entità                 | Seggi        | Seggi   | Seggi   | Seggi         | Seggi       | Seggi   | Seggi   | Seggi   |
| Entità                 | Russia Unita | KPRF    | LDPR    | Russia Giusta | Nuova Gente | RPPSJ   | Altri   | Totale  |
| Oblast'                | Oblast'      | Oblast' | Oblast' | Oblast'       | Oblast'     | Oblast' | Oblast' | Oblast' |
| ---------------------- | ------------ | ------- | ------- | ------------- | ----------- | ------- | ------- | ------- |
| Belgorod               | 44           | 4       | 1       | -             | -           | 1       | -       | 50      |
| Kaluga                 |              |         |         |               |             |         |         | 40      |
| Kurgan                 |              |         |         |               |             |         |         | 34      |
| Kostroma               |              |         |         |               |             |         |         | 35      |
| Magadan                |              |         |         |               |             |         |         | 21      |
| Novosibirsk            | 45           | 13      | 6       | 2             | 3           | 2       | 5       | 76      |
| Rjazan'                |              |         |         |               |             |         |         | 40      |
| Čeljabinsk (risultati) | 43           | 4       | 3       | 7             | –           | 2       | 1       | 60      |
| Voronež                |              |         |         |               |             |         |         | 56      |
| Circondari autonomi    |              |         |         |               |             |         |         |         |
| Jamalo-Nenec           |              |         |         |               |             |         |         | 22      |
| Repubbliche            |              |         |         |               |             |         |         |         |
| Komi                   |              |         |         |               |             |         |         | 30      |
| Totale                 |              |         |         |               |             |         |         | 464     |